# Jairo Salgueiro
Jairo Salgueiro Montero (Monforte de Lemos, Lugo, 22 de noviembre de 2000), es un atleta paralímpico español, campeón de España en 100 metros lisos y en salto de longitud. En febrero de 2018 fue considerado el mejor atleta español sub-20.

## Trayectoria
Padece albinismo ocular y nistagmo y compite en la categoría T13 del deporte paralímpico, aunque se inició en la categoría T12. Se inicia en el atletismo en septiembre de 2016 en la Escuela Atlética Lucense. Anteriormente jugaba al fútbol, en el Calasancio y el CF Monforte, ambos de su localidad natal.
En el torneo nacional de invierno de la ONCE disputado en Alicante consigue dos medallas de bronce, en 100 metros lisos y salto de longitud. En mayo de 2017, Jairo conquista tres medallas en el campeonato de España de verano de la ONCE disputado en Segovia: una de oro en salto de altura y dos platas, en 100 metros y longitud. En junio de ese mismo año, acaba cuarto en 100 metros y quinto en salto de longitud en el campeonato de España absoluto adaptado.
En febrero de 2018, se proclama campeón de España de promesas paralímpicas en la prueba de 100 metros lisos y subcampeón en la de salto de longitud en Torrente (Valencia), mejorando sus marcas en las dos disciplinas. Las medallas le valen para ser considerado el mejor atleta sub-20 de España. En abril de 2018 fue convocado por la Federación Española de Deportes para Ciegos para participar en el Meeting Internacional de Marrakech (Marruecos), en el que obtuvo la medalla de oro en salto de longitud y dos medallas de plata en las pruebas de 100 y 200 metros lisos.
En el mes de junio destaca en el campeonato de España de menores paralímpicos disputado en Segovia, consiguiendo la medalla de plata en 100 metros lisos, bronce en 200 metros lisos y mejorando su mejor marca persoal en salto de longitud. En el campeonato de España absoluto paralímpico disputado en Fuenlabrada (Madrid) conquista dos medallas de plata, en las pruebas de salto de longitud y de 100 metros lisos.

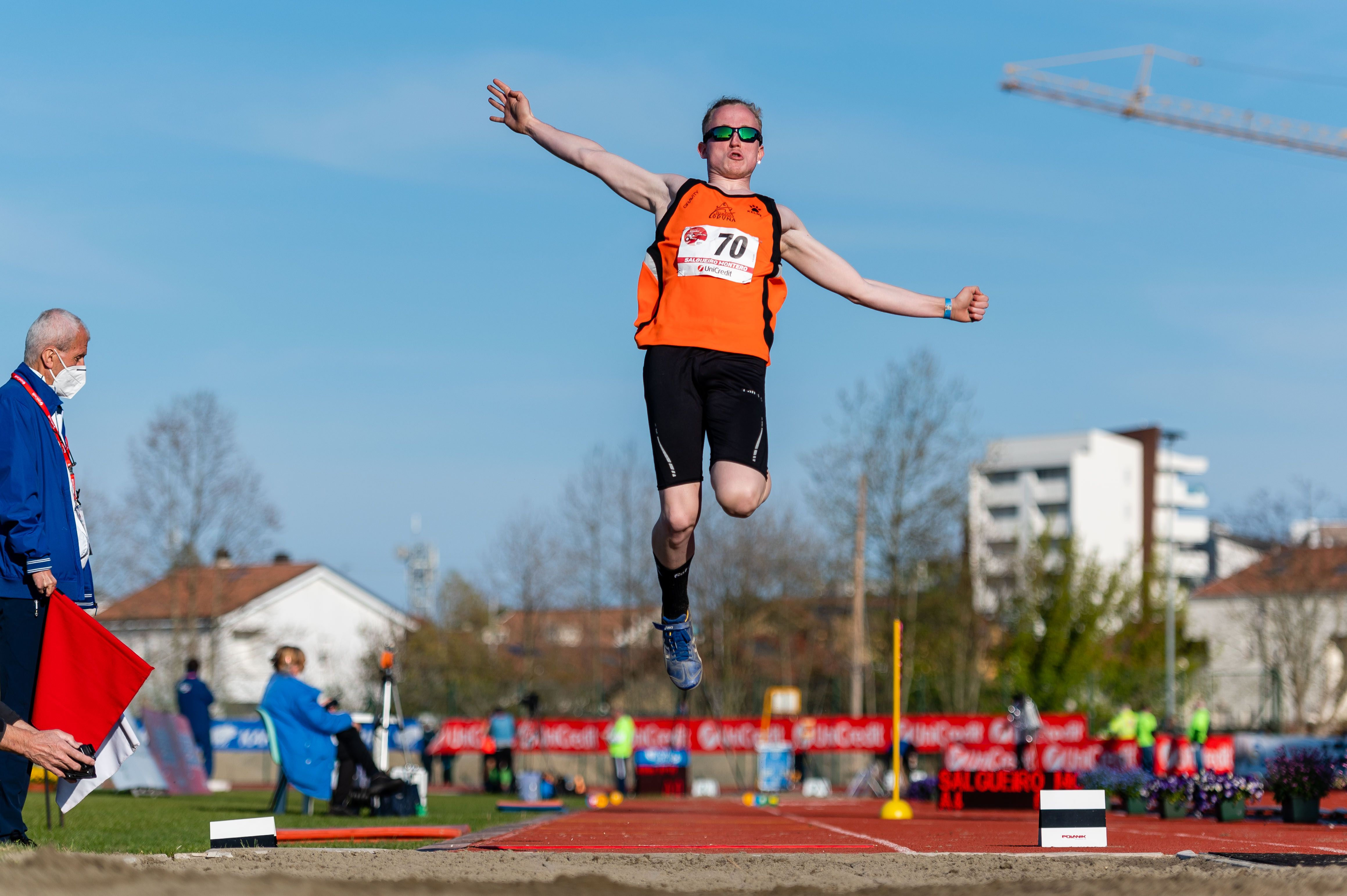
Jairo Salgueiro en competición.

En marzo de 2019 se proclama campeón de España sub-20 de 100 metros lisos y de salto de longitud en Collado Villalba (Madrid), con un salto de 5,74 m, alcanzando la marca mínima para el campeonato del mundo júnior. Además también superó su mejor marca personal, con un salto de 6,06 m, aunque esa marca solo era válida para la competición. En el campeonato de España sub-20 disputado en Segovia en junio se proclama campeón en salto de longitud y bate su marca personal, con 5,97 m. También consigue la medalla de plata en 100 metros lisos. El 1 de agosto de 2019 debuta en un Campeonato del Mundo en Nottwil (Suiza), en el que conquista la medalla de bronce en la prueba de salto de altura, con 5,75 m. En 100 metros lisos es duodécimo.
En enero de 2020 debuta en el campeonato gallego de jóvenes promesas en Orense, en el que mejora su marca personal en salto de longitud. En 60 metros lisos es noveno y en 200 metros lisos, séptimo.
En marzo de 2021 consiguió su mejor marca personal en salto de longitud en el control de marcas de Gandía, con 6,07 m. En abril del mismo año es convocado para el Grand Prix de Jesolo, en Italia, con la selección absoluta. En dicho campeonato cambia de categoría T-12 a T-13. En salto de longitud logró una marca de 6,06 m, mientras que en los 100 metros lisos invirtió 12,35 s.
En junio de 2021 debuta en el campeonato de Europa absoluto de atletismo celebrado en la ciudad de Bydgoszcz, en Polonia. En salto de longitud fue séptimo, batiendo su marca personal, con un salto de 6,25 m. En los 100 metros lisos también batió su marca con 12,12 s. Unos días después participó en el Campeonato de España absoluto en Sevilla, en el que logró dos medallas de bronce. En los 100 metros lisos batió su récord personal, bajando su marca a 11,80 s. En longitud consiguió un salto de 6,17 m.

## Progresión

### Salto de longitud
| Fecha                | Campeonato                                            | Lugar                     | Marca (m) |
| -------------------- | ----------------------------------------------------- | ------------------------- | --------- |
| 3 de febrero de 2019 | Campeonato de España Liberty de Promesas Paralímpicas | Torrente (Valencia)       | 5,20      |
| 26 de abril de 2018  | Meeting Internacional                                 | Marrakech (Marruecos)     | 5,05      |
| 16 de junio de 2018  | Campeonato de España de Menores                       | Segovia                   | 5,59      |
| 30 de junio de 2018  | Campeonato de España de clubes                        | Fuenlabrada (Madrid)      | 5,22      |
| 23 de marzo de 2019  | Campeonato de España Liberty de Promesas Paralímpicas | Collado Villalba (Madrid) | 6,06      |
| 22 de junio de 2019  | Campeonato de España de Menores                       | Segovia                   | 5,97      |
| 1 de agosto de 2019  | Campeonato del mundo júnior sub-20                    | Nottwil (Suiza)           | 5,75      |
| 19 de enero de 2020  | Campeonato de Galicia sub-23 en pista cubierta        | Orense                    | 5,58      |
| 22 de marzo de 2021  | Campeonato de España por comunidades autónomas        | Gandía                    | 6,07      |
| Abril de 2021        | Grand Prix                                            | Jesolo (Italia)           | 6,06      |
| Junio de 2021        | Campeonato de Europa absoluto                         | Bydgoszcz (Polonia)       | 6,25      |
| 12 de junio de 2021  | Campeonato de España absoluto                         | Sevilla                   | 6,17      |

### 60 metros lisos
| Fecha               | Campeonato                                     | Lugar  | Marca (s) |
| ------------------- | ---------------------------------------------- | ------ | --------- |
| 19 de enero de 2020 | Campeonato de Galicia sub-23 en pista cubierta | Orense | 7,87      |

### 100 metros lisos
| Fecha                  | Campeonato                                            | Lugar                     | Marca (s) |
| ---------------------- | ----------------------------------------------------- | ------------------------- | --------- |
| 3 de febrero de 2019   | Campeonato de España Liberty de Promesas Paralímpicas | Torrente (Valencia)       | 12,54     |
| 26 de abril de 2018    | Meeting Internacional                                 | Marrakech (Marruecos)     | 12,59     |
| 16 de junio de 2018    | Campeonato de España de Menores                       | Segovia                   | 12,32     |
| 1 de julio de 2018     | Campeonato de España de clubes                        | Fuenlabrada (Madrid)      | 12,69     |
| 23-24 de marzo de 2019 | Campeonato de España Liberty de Promesas Paralímpicas | Collado Villalba (Madrid) | 12,17     |
| 22 de junio de 2019    | Campeonato de España de Menores                       | Segovia                   | 12,35     |
| 2 de agosto de 2019    | Campeonato del mundo júnior sub-20                    | Nottwil (Suiza)           | 12,36     |
| Abril de 2021          | Grand Prix                                            | Jesolo (Italia)           | 12,35     |
| Junio de 2021          | Campeonato de Europa absoluto                         | Bydgoszcz (Polonia)       | 12,12     |
| 13 de junio de 2021    | Campeonato de España absoluto                         | Sevilla                   | 11,80     |

### 200 metros lisos
| Fecha               | Campeonato                                     | Lugar                 | Marca (s) |
| ------------------- | ---------------------------------------------- | --------------------- | --------- |
| 27 de abril de 2018 | Meeting Internacional                          | Marrakech (Marruecos) | 25,56     |
| 17 de junio de 2018 | Campeonato de España de Menores                | Segovia               | 25,88     |
| 30 de junio de 2018 | Campeonato de España de clubes                 | Fuenlabrada (Madrid)  | 25,86     |
| 19 de enero de 2020 | Campeonato de Galicia sub-23 en pista cubierta | Orense                | 25,65     |

## Palmarés

### Campeonatos del mundo
| Año  | Campeonato                         | Lugar          | Medalla | Competición       |
| ---- | ---------------------------------- | -------------- | ------- | ----------------- |
| 2019 | Campeonato del mundo júnior sub-20 | Nottwil, Suiza | Bronce  | Salto de longitud |

### Encuentros internacionales
| Año  | Campeonato                         | Lugar                | Medalla | Competición       |
| ---- | ---------------------------------- | -------------------- | ------- | ----------------- |
| 2018 | Meeting Internacional de Marrakech | Marrakech, Marruecos | Oro     | Salto de longitud |
| 2018 | Meeting Internacional de Marrakech | Marrakech, Marruecos | Plata   | 100 metros lisos  |
| 2018 | Meeting Internacional de Marrakech | Marrakech, Marruecos | Plata   | 200 metros lisos  |

### Campeonatos de España
| Año  | Campeonato                                            | Lugar                    | Medalla | Competición              |
| ---- | ----------------------------------------------------- | ------------------------ | ------- | ------------------------ |
| 2021 | Campeonato de España absoluto                         | Sevilla                  | Bronce  | Salto de longitud        |
| 2021 | Campeonato de España absoluto                         | Sevilla                  | Bronce  | 100 metros lisos         |
| 2019 | Campeonato de España de Menores                       | Segovia                  | Oro     | Salto de longitud sub-20 |
| 2019 | Campeonato de España de Menores                       | Segovia                  | Plata   | 100 metros lisos sub-20  |
| 2019 | Campeonato de España Liberty de Promesas Paralímpicas | Collado Villalba, Madrid | Oro     | Salto de longitud sub-20 |
| 2019 | Campeonato de España Liberty de Promesas Paralímpicas | Collado Villalba, Madrid | Oro     | 100 metros lisos sub-20  |
| 2018 | Campeonato de España de clubes                        | Fuenlabrada, Madrid      | Plata   | Salto de longitud        |
| 2018 | Campeonato de España de clubes                        | Fuenlabrada, Madrid      | Plata   | 100 metros lisos         |
| 2018 | Campeonato de España de menores                       | Segovia                  | Plata   | 100 metros lisos         |
| 2018 | Campeonato de España de menores                       | Segovia                  | Bronce  | 200 metros lisos         |
| 2018 | Campeonato de España Liberty de promesas paralímpicas | Torrente, Valencia       | Oro     | 100 metros lisos sub-20  |
| 2018 | Campeonato de España Liberty de promesas paralímpicas | Torrente, Valencia       | Plata   | Salto de longitud sub-20 |
| 2017 | Campeonato de España FEDC menores de verano           | Segovia                  | Oro     | Salto de altura          |
| 2017 | Campeonato de España FEDC menores de verano           | Segovia                  | Plata   | 100 metros lisos         |
| 2017 | Campeonato de España FEDC menores de verano           | Segovia                  | Plata   | Salto de longitud        |
| 2017 | Campeonato de España FEDC menores de invierno         | Alicante                 | Bronce  | 100 metros lisos         |
| 2017 | Campeonato de España FEDC menores de invierno         | Alicante                 | Bronce  | Salto de longitud        |

## Reconocimientos
- En febrero de 2018 es considerado el mejor atleta español sub-20.[1]
- En mayo de 2019 recibe el reconocimiento del Ayuntamiento de Monforte de Lemos en la Gala del Deporte, en la que es considerado el mejor deportista masculino absoluto de 2018.[17]
- En diciembre de 2019 es declarado deportista de alto nivel por el Consejo Superior de Deportes.[18]